# Cécile Sorel
Cécile Sorel, nombre artístico de Céline Emilie Seurre (París, 17 de septiembre de 1873 - Trouville-sur-Mer (Calvados), 3 de septiembre de 1966), actriz teatral y cinematográfica francesa.
Desde muy joven quiso ser actriz, tendencia que sus padres combatieron haciéndola internar en un convento. De nada sirvió, sin embargo, y fue discípula de Delaunay y de madame Favart. Debutó con piezas ligeras en el Teatro Edén de París (1889), y luego en el Variété, el Vaudeville, el Gymnase, el Odeón (1899) y, por fin, en la Comédie Française (1901), donde hizo papeles de grande coquette (Celimène, Elmire, la condesa de Almaviva). Allí permaneció como sociétaire hasta 1933, llevando al teatro en prosa una ráfaga de divismo de opereta. 
Entre sus interpretaciones más notables son dignas de recordar la de la condesa en Le mariage de Figaro de Beaumarchais, y la de Céliméne en Le misanthrope de Molière. También fueron grandes éxitos su actuación en Tosca de Victorien Sardou y en Las perlas de la corona de Sacha Guitry.
Convertida en Condesa de Ségur por un matrimonio por amor en 1926 con el también actor y noble Guillaume de Ségur, de nombre artístico Guillaume de Sax, volvió al teatro ligero de variedades en 1933 con un repertorio más adecuado a sus aptitudes y en el que podían triunfar su extravagante manera de vestir y su personalidad excéntrica; hizo su reaparición en el Casino de París, en el Alhambra y en varios teatros de revista parisienses. 
Tras viajar por ambos mundos con espectáculos teatrales y ser invitada por reyes y presidentes, en 1952 abandonó las actitudes que habían hecho de ella una especie de institución indeclinable del teatro francés, recuperó su vocación piadosa y vivió hasta su muerte retirada de la escena en su palacio de Biarritz, donde escribió sus memorias con el título de Las bellas horas de mi vida (1954).